# UACJ

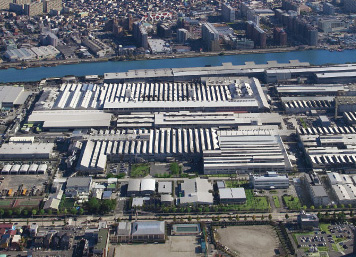
名古屋製造所（愛知）

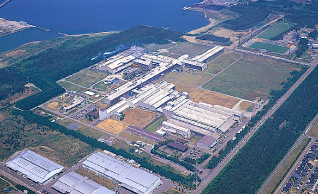
福井製造所（福井）

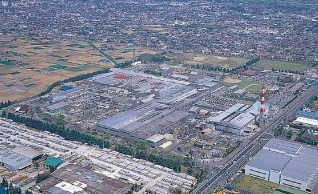
深谷製造所（埼玉）

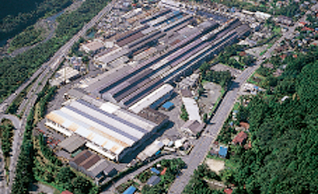
日光製造所（栃木）

株式会社ＵＡＣＪ（ユーエーシージェー、英: UACJ Corporation）は、東京都千代田区に本社を置くアルミニウム総合メーカー。アルミニウム圧延品（板材）の生産能力は約120万トン/年間で国内最大手、世界では米国ノベリス社とアーコニック社に次ぐ第3位。東証プライム上場企業。

## 概要
2003年に古河電気工業株式会社が軽金属カンパニーを会社分割し、スカイアルミニウム株式会社に承継。古河スカイ株式会社（ふるかわスカイ）に商号変更した。長年古河グループ（古河財閥）の中核事業として成長。
2013年10月1日に住友グループ（住友財閥）に属した住友軽金属工業との経営統合し、株式会社UACJとなった。
UACJ本体がグループ統括機能と板事業、自動車部品事業、押出・加工品事業、鋳鍛事業を、子会社が箔事業を担っている。

## 主力製品・事業
- アルミニウム圧延
  - 板製品 - 飲料缶・食缶向けの素材、半導体・液晶製造装置向けアルミニウム厚板、LNGタンカーのアルミニウムタンク向け厚板などに使用される。同社はLNGタンカーのタンク厚板材を国内100%シェアをもつ。板製品に関しては国内最大の生産能力と生産シェアを持つ。

- その他
  - 押出製品 - 自動車部品用構造材や航空機製造用の部品用構造材用の向けアルミニウム管材・棒材、複写機用ドラム材向けアルミニウム管材などに使用される。
  - 箔製品 - リチウムイオン電池など電池分野をはじめ先端ニーズに応える。食料品や医薬品などの包装材から、家庭用ホイルなどの日用品、電解コンデンサや電池用の電極材料などの産業用途まで、さまざまな分野に高品質なアルミニウム箔や金属箔を提供している。
  - 鋳物製品 - ターボチャージャー向けアルミニウム羽根車（コンプレッサーホイール）で世界シェア1位をもつ。
  - 鍛造製品 - 家庭用エアコンのコンプレッサー向けピストン素材、スクロール材、消火栓、航空機向け部品など。
  - 銅管製品 - エアコン用配管、建築設備配管、給水・給湯用配管など。
  - 加工製品 - 形加工から接合加工、表面処理、塗装など。
  - その他の製品 - 道路標識、大容量電源用放熱部品など。

## 主要拠点

### 本社・支社・支店
- 本社 - 東京都千代田区大手町1-7-2
- 支社
  - 中部支社 - 名古屋市中区金山1-13-13 金山プレイス
  - 関西支社 - 大阪市北区中之島3-3-3  中之島三井ビルディング
  - 九州支社 - 福岡市博多区博多駅前3-2-1 日本生命博多駅前ビル

### 製造・研究拠点
- 板事業
  - 名古屋製造所 - 名古屋市港区千年3-1-12
  - 福井製造所 - 福井県坂井市三国町黒目21-1
  - 深谷製造所 - 埼玉県深谷市上野台1351

- 押出・加工品事業
  - 小山製作所 - 栃木県小山市大字土塔560
  - UACJ押出加工群馬 - 群馬県伊勢崎市粕川町1670
  - UACJ押出加工滋賀 - 滋賀県近江八幡市長福寺町172
  - UACJ名古屋製作所 - 愛知県名古屋市港区千年3-1-12
  - UACJ押出加工安城 - 愛知県安城市北山崎町築地1

- 箔事業（UACJ製箔）
  - 野木製造所 - 栃木県下都賀郡野木町若林55
  - 伊勢崎製造所 - 群馬県伊勢崎市粕川町1670
  - 滋賀製造所 - 滋賀県草津市山寺町笹谷61-8

- 航空宇宙・防衛材事業（鋳鍛事業） 
  - 鋳鍛製作所- 栃木県小山市大字土塔560

- 加工品事業（UACJ金属加工）
  - 仙台工場 - 宮城県柴田郡柴田町上名生明神堂11-1
  - 深谷工場（深谷製造所内） - 埼玉県深谷市上野台1351
  - 成田工場 - 千葉県成田市新泉11-2
  - 恵那工場 - 岐阜県恵那市長島町久須見18-1
  - 滋賀工場 - 滋賀県湖南市小砂町1
  - 大阪工場 - 大阪市淀川区田川3-8-39
  - 広島工場 - 広島県安芸高田市高宮町佐々部1368-1

研究所
- R&Dセンター - 名古屋市港区千年3-1-12
  - UACJ-産総研 アルミニウム先端技術連携研究ラボ（名古屋市の産業技術総合研究所中部センター内）[2]

## 沿革
- 1920年 - 古河電気工業設立。
- 1952年 - 現在の日光工場完成 。
- 1958年 - 米アルコア社と技術と資本導入に関する契約を締結（のちの古河アルミニウム工業（旧古河アルミ）、1985年に解消）。
- 1961年 - 栃木県小山市に押出総合工場が完成。
- 1964年 - 昭和電工、米カイザーアルミナム社（1973年に資本撤退）、八幡製鐵（現・日本製鉄）の3グループの合弁によりスカイアルミニウム設立。なお、社名の「スカイ」は各社の社名に由来する（昭和電工=S、カイザーアルミナム=K、八幡製鐵=Y）。
- 1967年 - 埼玉県深谷市に圧延工場が完成（スカイアルミニウム、以下S）。
- 1968年 - 滋賀県近江八幡市に押出専門工場が完成（古河電工、以下F）。
- 1972年 - 栃木県宇都宮市にアルミ専用のカラー塗装工場が完成 （F）。
- 1983年 - 福井県三国町に板圧延工場が完成（F）。
- 1993年 - 分離独立していた古河電工のアルミニウム事業子会社（旧古河アルミ）を吸収合併して継承。
- 1997年 - 全工場でISO 9001認証を取得（F）。
- 1998年 - 古河電工・スカイアルミニウム､アルミニウム事業についての業務提携を開始（旧アルファス社[3]）。
- 2000年 - ISO 9001認証を取得（S）。
- 2000年 - 古河電工・スカイアルミニウム両社のアルミニウム事業の販売部門を統合、ユニファスアルミニウムを設立。
- 2002年 - 全工場でISO 14001認証を取得（F・S）。
- 2003年 - ベトナムに精密鋳物工場が完成（F）。
- 2003年 - 古河電工の軽金属事業を会社分割し、スカイアルミニウムに承継。古河スカイに商号変更。古河電工元所管の日本製箔ほか各社が同社のグループに異動。
- 2005年 - ユニファスアルミニウムを吸収合併、製販統合を実施。
- 2005年 - 東京証券取引所第一部へ上場。
- 2009年 - 日本製箔（現・UACJ製箔）を完全子会社化。
- 2013年 - 住友軽金属工業と経営統合し、UACJに商号変更。同時に小山工場を新会社のUACJ押出加工小山（UACJ押出加工の子会社）へ継承するなど、組織再編成を実施。UACJはグループ統括機能と板事業の製造・販売に特化し、押出・箔・鋳鍛・銅管・加工品の各事業については子会社が担うこととなった[4]。
- 2014年 - 加工品事業統括会社として株式会社UACJ金属加工（初代）を新設分割により設立。
- 2016年 - 株式会社UACJ金属加工（初代）を吸収合併。株式会社ナルコ岩井が株式会社ニッケイ加工及び株式会社ナルコ恵那を吸収合併して株式会社UACJ金属加工（2代）に商号変更[5]。
- 2024年 - 株式会社UACJ押出加工、株式会社UACJ押出加工名古屋、株式会社UACJ押出加工小山、株式会社UACJ鋳鍛を吸収合併。同時に株式会社UACJ押出加工安城を設立。

## 主要関係会社

### 国内グループ企業
板事業
- 株式会社UACJカラーアルミ
- 株式会社UACJ深谷サービス
- 株式会社UACJ名古屋アルパック
- 株式会社三泉
- 株式会社古河UACJメモリーディスク

押出事業
- 株式会社UACJ押出加工群馬
- 株式会社UACJ押出加工滋賀
- 株式会社UACJ押出加工安城
- 軽金属押出開発株式会社
- 日本クーラー株式会社

箔事業
- 株式会社UACJ製箔
- 株式会社日金
- 株式会社UACJ製箔産業
- 株式会社UACJ製箔サービス

鋳鍛事業
- 東日本鍛造株式会社

銅管事業
- 株式会社UACJ銅管販売
- 東洋フイツテング株式会社
- 株式会社UACJ銅管パッケージ

加工品事業
- 株式会社UACJ金属加工
- 株式会社ナルコ郡山
- 株式会社住軽日軽エンジニアリング（持分法適用関連会社）

その他
- 株式会社UACJトレーディング（旧・住軽商事）
- 泉メタル株式会社
- 株式会社メタルカット
- 鎌倉産業株式会社
- 株式会社UACJ Marketing & Processing（旧・SKコーポレーション）
- 株式会社ACE21
- 株式会社UACJ物流（旧・スミケイ運輸）
- 株式会社UACJシステム
- 株式会社UACJグリーンネット

### 海外グループ企業

#### 製造
- UACJ (Thailand) Co., Ltd. （タイ） - 板事業
- Tri-Arrows Aluminum Inc.（米国・ケンタッキー州） - 板事業
- Constellium-UACJ ABS LLC（米国・ケンタッキー州） - 板事業
- UACJ Automotive Whitehall Industries[6] (米国・ミシガン州)　- 押出・加工事業
- 日鋁全綜（天津）精密鋁業有限公司（中国・河北） - 押出事業
- PT. Furukawa indal Aluminum（インドネシア） - 押出事業
- UACJ Extrusion Czech s.r.o.（チェコ） - 押出事業
- UACJ Extrusion (Thailand) Co., Ltd.（タイ） - 押出事業
- UACJ Foundry & Forging (Vietnam) Co.,Ltd（ベトナム） - 鋳鍛事業
- UACJ Foil Malaysia Sdn. Bhd.（マレーシア） - 箔事業
- UACJ Copper Tube (Malaysia) Sdn.Bhd.（マレーシア） - 銅管事業
- 日鋁全綜（無錫）鋁材加工有限公司（中国・江蘇） - 加工品事業
- UACJ Metal Components North America Inc.（米国・カリフォルニア州・ペンシルベニア州） - 加工品・銅管事業
- Iwai Metal (Mexico) S.A. de C.V.（メキシコ） - 加工品事業

#### その他
- 優艾希杰商（上海）貿易有限公司（中国・上海） - その他事業
- 優艾希杰商（香港）貿易有限公司（中国・香港） - その他事業
- UACJ Australia Pty. Ltd.（豪州・メルボルン市） - その他事業

### 関連人物
- 野口昌吾
- 石原美幸
- 永田亮子 (実業家)